# Aragats (Aparan)
Aragats (en armenio: Արագած, comúnmente conocida como Aragats de Aparan para diferenciarlo de Aragatsavan, y hasta 1948 conocida como Ghaznafar) es una comunidad rural de Armenia ubicada en la provincia de Aragatsotn.
En 2009 tenía 3764 habitantes.
Destaca por sus casas de piedra y por su iglesia del siglo XIX construida en piedra negra. Posee ruinas del período urartiano.
Se ubica en la ladera oriental del monte Aragats, del cual toma el nombre, unos 10 km al sur de Aparan.